# Carharrack
Carharrack is een civil parish in het Engelse graafschap Cornwall. In 2001 telde het dorp 1324 inwoners.